# اوراق قرضه

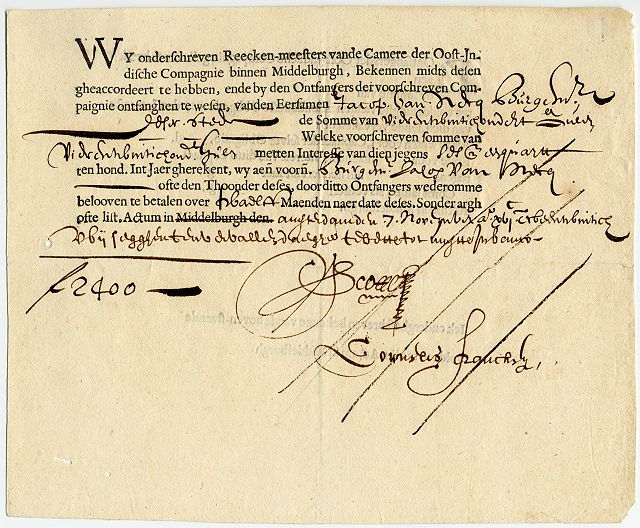
اوراق قرضه‌ای که به وسیله شرکت هند شرقی هلند صادر شده‌است. (۱۶۲۳ میلادی)

اوراق قرضه، ابزار بدهی هستند که می‌تواند توسط شرکت‌های بزرگ یا دولت‌ها منتشر شوند. اوراق قرضه به منظور دستیابی این شرکت‌ها و دولت‌ها به سرمایه‌ موردنظر و با نرخ بهره نسبتا کم، منتشر می‌شوند.
دولت‌ها اوراق را در تمام سطوح منتشر می‌کنند‌، به عنوان مثال ایالات متحده در سطوح فدرال، ایالتی و شهرداری‌ها اوراق قرضه منتشر می‌کند. اوراق قرضه، نسبت به انواع دیگر بدهی‌ها و وام‌ها منابع ارزان‌تری برای وام‌ستانی دولت‌ها و شرکت‌ها هستند.
اوراق قرضه (به فرانسه: obligation) اسنادی است که به موجب آن شرکت انتشاردهنده متعهد می‌شود مبالغ مشخصی (بهره سالانه) را در زمان‌هایی خاص به دارنده آن پرداخت کند و در زمان مشخص (سررسید) اصل مبلغ را باز پرداخت کند. دارنده اوراق به عنوان بستانکار حق دریافت اصل و بهره آن را دارد ولی هیچ مالکیتی در شرکت ندارد.
اوراق قرضه از اوراق بهادار است و طبق آن صادرکننده به خریدار بدهکار می‌شود. این سند دارای سررسید است و مبلغ آن در زمان سررسید به وسیلهٔ صادرکننده پرداخت می‌شود. این اوراق دارای کوپن بهره هستند و بهرهٔ آن‌ها در فواصل زمانی معیّنی توسط بانک که نمایندگی صدور اوراق را دارد، پرداخت می‌شود. از نظر سررسید، اوراق قرضه به سه دستهٔ کوتاه مدّت، میان مدّت و بلندمدّت تقسیم می‌شوند. سررسید اوراق کوتاه مدّت بین یک تا پنج سال، سررسید اوراق میان مدّت بین پنج تا ده سال و سررسید اوراق بلند مدّت معمولاً بیش از ده سال است.

## مشخصات اوراق قرضه
اوراق قرضه معمولا دارای مشخصات زیر هستند:
ارزش اسمی: مبلغ پولی است که اوراق قرضه در زمان سررسید ارزش دارد. در واقع مبلغ پولی است که بر روی اوراق قرضه چاپ می‌شود. همچنین مبلغ مرجع صادر کننده اوراق قرضه در هنگام محاسبه پرداخت سود مورد استفاده قرار می‌گیرد. به عنوان مثال، سرمایه‌گذار یک اوراق قرضه را با مبلغ ۱٬۱۰۰٬۰۰۰ ریال خریداری می‌کند و یکی دیگر از سرمایه گذاران بعد از خرید با تخفیف ۹۰۰٬۰۰۰ ریال، همان اوراق را می‌بخشد. وقتی که اوراق قرضه به زمان سرسید خود برسد، هر دو سرمایه‌گذار ۱٬۰۰۰٬۰۰۰ ریال از اوراق قرضه را دریافت خواهند کرد.
نرخ کوپن یا نرخ بهره: نرخ بهره ای است که برمبنای ارزش اسمی اوراق قرضه، پرداخت می‌شود. این نرخ در طول دوره عمر خود ثابت است ولی در صورت تغییر اعلان خواهد شد. به عنوان مثال اگر نرخ بهره یک برگه اوراق قرضه ۱۰٪ و ارزش اسمی آن ۱٬۰۰۰٬۰۰۰ ریال باشد مبلغ بهره پرداختی سالانه ۱٬۱۰۰٬۰۰۰ ریال خواهد شد.
تاریخ کوپن: تاریخ‌هایی هستند که صادر کننده اوراق قرضه مبلغ بهره را پرداخت می‌کند. این باز پرداخت در هر دوره‌ای می‌تواند صورت گیرد.
تاریخ سررسید: زمانی است که صادرکنندگان اوراق قرضه آن را به ارزش اسمی پرداخت می‌کند.
قیمت اوراق قرضه: قیمتی است که صادر کننده در ابتدا اوراق قرضه را فروخته‌است.

## ویژگی‌های اوراق قرضه
اوراق قرضه دارای هشت مرحله خواهد بود.
1. از مشخصات اوراق قرضه اینست که سند بستانکاری است که دارنده یک برگ از اوراق قرضه بستانکار شرکتی خواهد بود که این برگه اوراق قرضه را منتشر کرده‌است ولی دارنده این اوراق قرضه هیچ نوع مالکیتی در شرکت نداشته و سود سهامی نیز به او نخواهد رسید.
2. اوراق قرضه دارای سر رسید معین هستند.
3. اوراق قرضه دارای ارزش اسمی هستند.
4. اولویت در اوراق قرضه: از مشخصات اوراق قرضه اینست که در صورت ورشکست شدن شرکتی که اوراق قرضه را منتشر کرده‌است در رابطه با دریافت اصل و فرع اوراق، دارندگان اوراق قرضه نسبت به صاحبان سهام در اولویت قرار دارند در صورت انتشار چند نوع اوراق قرضه به وسیله یک شرکت، اولویت بندی آن باید در قرارداد قید شود.
5. وثیقه در اوراق قرضه: برخی از شرکتها اوراق قرضه ای که منتشر می‌کنند با وثیقه است و ممکن است این وثیقه زمین یا ساختمان شرکت باشد. البته شرکت‌هایی که دارای اعتبار هستند اوراق قرضه ای که ارائه می‌دهند بدون وثیقه است.
6. حق رای: از دیگر مشخصات اوراق قرضه اینست که به‌طور معمول دارندگان اوراق قرضه در زمینه تصمیمات شرکت حق رای ندارند ولی نوع دیگری از اوراق قرضه ممکن است موجود باشد مانند انتشار اوراق قرضه جدید یا ادغام شرکتی در شرکت دیگر که با این وجود در مواردی خاص می‌توانند حق رای داشته باشند.
7. امین دارندگان اوراق قرضه: اگر اوراق قرضه به‌طور اختصاصی به خریدار ارائه شود در اینجا فقط طرف خریدار و شرکت منتشر کننده طرف قرارداد خواهند بود ولی زمانیکه این اوراق قرضه به صورت عمومی منتشر و به خریداران فروخته شود در این بین غیر از طرفین قرارداد شخص سومی بنام امین طرف قرارداد مانند یک بانک یا مؤسسه به نمایندگی از طرف دارندگان اوراق قرضه بر اجرای تعهدات شرکت نظارت خواهد داشت.
8. نرخ بهره: از مشخصات اوراق قرضه در زمینه بازدهی اینست که در گذشته نرخ بهره اوراق قرضه تا تاریخ سررسید آنها ثابت بود ولی در حال حاضر نرخ بیشتر اوراق قرضه‌های انتشار یافته ثابت نیستند این نوع اوراق قرضه‌ها به اسم نرخ شناور مرسوم هستند و میزان نرخ بهره آنها در آینده به نرخ بهره اوراق قرضه ای که در بازار انتشار یافته مانند نرخ اوراق گواهی سپرده بانکی یا نرخ اوراق خزانه بستگی خواهد داشت.